# Richard Whately
Whatel Richard (Londres, 1 de febrer de 1787 − 8 d'octubre de 1863) és economista i teòleg anglès, arquebisbe anglicà de Dublín.
Va néixer a Londres, fill del reverend Dr Joseph Whately (17 març 1730 al 13 de març de 1797). Va ser educat en una escola privada a prop de Bristol, i en el Oriel College d'Oxford. Richard Whately va guanyar el premi a l'escriptura d'Anglès a 1811. Va ser elegit membre de Oriel, i en 1814 va ser ordenat sacerdot anglicà.
A Oxford, va escriure el seu tractat, "Els dubtes històrics de Napoleó Bonaparte," un joc de la ment intel·ligent contra l'escepticisme excessiu aplicat a la història de l'Evangeli. Després del seu matrimoni en 1821, es va traslladar a Oxford, i en 1822 va ser nomenat professor de Conferències Bampton.